# سنتونالیس

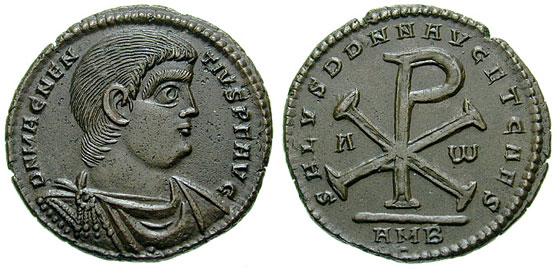
سنتنیالیس ماگننتیوس

سنتنیالیس (انگلیسی: Centenionalis) سکه‌های برنز و تلاش‌های کنستانس یکم و کنستانتیوس دوم برای معرفی مجدد یک سکه بزرگ برنزی بین سال‌های ۳۲۰ و ۳۴۰ پس از میلاد بود. فلوس تا آن زمان به طرز چشمگیری کاهش یافته بود.